# Grote renkoekoek
De grote renkoekoek (Geococcyx californianus), ook wel haankoekoek of Californische grondkoekoek genoemd, is een Noord-Amerikaanse koekoeksoort. Het is een van twee soorten renkoekoeken (Geococcyx). De grote renkoekoek is een snelle, grondbewonende soort, die in drogere streken op kleine gewervelden en grotere ongewervelden jaagt.

## Beschrijving
De grote renkoekoek is een slanke grondvogel met lange, krachtige poten en een lange, waaiervormige staart. Beide geslachten zijn gelijk. Op het hoofd staat een rafelige kuif, donker met witte spikkels. De bovenborst is gestreept, naar onder toe wit. De rug en vleugels zijn grofgestreept bruin, met vaalgeel tot wit gerande veren. De stuit is grijs. De tenen zijn zygodactiel gegroepeerd: twee tenen wijzen naar voor, twee naar achter.
De grote renkoekoek wordt tussen de 51 tot 61 cm lang, 300 tot 350 gram zwaar en wordt gemiddeld 7 tot 8 jaar.

## Leefwijze
De grote renkoekoek is een carnivore vogelsoort, die voornamelijk op de grond op zijn prooi jaagt. Soms beweegt hij zich sprongsgewijs voort. Hij is een slechte vlieger, die vliegend zelden meer dan tweehonderd meter zal afleggen. Zelfs bij gevaar zal hij eerder wegrennen dan vliegen. Hij rent dan al zigzaggend op volle snelheid. De bochten maakt hij door zijn staart als roer heen en weer te zwaaien.
Zijn voedsel bestaat voornamelijk uit hagedissen en kleine slangen, grote insecten, duizendpoten, schorpioenen, spinnen als vogelspinnen, vogeltjes en kleine knaagdieren als grondeekhoorns en muizen, aangevuld met vruchten en aas. Soms doodt en eet hij ook kleine, giftige ratelslangen. Hij achtervolgt zijn prooi lopend. Hierbij kan hij, mede dankzij zijn lange poten, snelheden tot 37 kilometer per uur halen en sprongen van drie meter hoog en ver maken. Hij doodt zijn prooi met zijn krachtige, scherpe snavel. Soms slaat hij zijn prooi tegen een platte steen dood.

## Voortplanting
Deze koekoeksoort vormt paartjes voor het leven. Het paartje blijft het gehele jaar door in zijn territorium. Het nest is een laag, komvormig platform en gemaakt van takken en dunne twijgjes, soms gevoerd met de afgestroopte huid van slangen. Het wordt gebouwd in een cactus of een lage boom of struik. Hierin worden vier tot tien wittige eieren gelegd. Na 19 dagen komen de eieren uit. Het mannetje broedt 's nachts, overdag wisselen de partners elkaar af. Beide ouders verzorgen de jongen. Per seizoen kan een paartje, afhankelijk van de weersomstandigheden, driemaal broeden. In dat geval zorgt het mannetje voor de jongen, terwijl het vrouwtje een nieuw nest maakt voor het volgende legsel.

## Temperatuurregulering
De grote renkoekoek laat in koele woestijnnachten zijn lichaamstemperatuur enige graden dalen. Een donkere vlek op de huid van de rug absorbeert zonlicht. Bij zonsopkomst keert hij deze vlek naar de zon. Op deze manier kan hij zijn lichaamstemperatuur met zeven graden laten stijgen. Deze verhoging van de lichaamstemperatuur stelt hem tevens in staat hoge snelheden te bereiken.
De roep van de renkoekoek doet denken aan het gekoer van duiven. Tevens communiceren ze door te klapperen met hun snavel.

## Verspreiding en leefgebied
De grote renkoekoek leeft in droge open gebieden in de zuidwestelijke Verenigde Staten en Centraal-Mexico. In de Verenigde Staten komt hij oostwaarts voor tot in de staat Louisiana. Hij leeft voornamelijk in halfwoestijnen, chaparral, graslanden en bouwland, tot op een hoogte van 2500m. Soms wordt hij ook gezien in vochtigere bosgebieden.

Het verspreidingsgebied van de Grote renkoekoek

## Relatie met de mens
De renkoekoek schijnt zeer nieuwsgierig te zijn, en waagt zich soms zelfs in de tenten van kampeerders. De Engelse naam roadrunner heeft de vogel te danken aan zijn gewoonte om ook op wegen te jagen, zowel op aangereden wild als op reptielen die zich op het asfalt opwarmen.
Het is de officiële staatsvogel van de staat New Mexico.
Road Runner, een tekenfilmfiguur uit de Looney Tunes-cartoons van Chuck Jones, is gebaseerd op de grote renkoekoek.